# Kutinait
Kutinait ist ein sehr seltenes Mineral aus der Mineralklasse der Sulfide und Sulfosalze.
Es kristallisiert im kubischen Kristallsystem mit der chemischen Formel Cu14Ag6As7 und bildet kleine Körner, die als Verwachsungen mit Novákit vorkommen. Kutinait ist von silbrig-grauer Farbe.

## Etymologie und Geschichte
Das Mineral wurde erstmals 1970 von den J. Hak, Z. Johan und Brian Skinner in der Typlokalität Černý Důl (Schwarzenthal) im Riesengebirge (Tschechien) gefunden. Sie benannten das neue Mineral nach dem tschechischen Mineralogen Jan Kutina. 

## Klassifikation
In der Systematik nach Strunz wird Kutinait bei den Sulfiden und Sulfosalzen klassifiziert. Es wird zu den Legierungen und legierungsartigen Verbindungen gezählt. In der achten Auflage bildete es mit Algodonit, Cuprostibit, Domeykit, Koutekit und Novákit eine Gruppe. In der neunten Auflage werden die Legierungen zusätzlich nach Kationen unterteilt, dort ist Kutinait in der Klasse der Halbmetalle mit Kupfer (Cu), Silber (Ag) oder Gold (Au) zu finden. 
In der Systematik der Minerale nach Dana bildet es mit Mineralen Domeykit und Dienerit eine Untergruppe der Sulfide – einschließlich Seleniden und Telluriden – mit der Zusammensetzung Am Bn Xp, mit (m+n):p=3:1.

## Kristallstruktur
Kutinait kristallisiert im kubischen Kristallsystem in der Raumgruppe {\displaystyle Pm\ {\bar {3}}\ m} mit dem Gitterparameter a = 11,78 Å und vier Formeleinheiten pro Elementarzelle.

## Eigenschaften
Kutinait ist im Gegensatz zu vielen anderen Mineralen verformbar. Das Mineral lässt sich durch Salpetersäure und Eisen(III)-chlorid-Lösung ätzen.

## Bildung und Fundorte
Kutinait bildete sich in Carbonat-reichen hydrothermalen Adern. Es ist je nach Fundstelle mit Novákit, Koutekit, Paxit, Arsenolamprit, Löllingit, Allargentum, Domeykit, Lautit, Arsen, Silber oder Proustit vergesellschaftet.
Es sind nur wenige Fundstellen bekannt. Neben der Typlokalität im Riesengebirge sind dies Lodève in Frankreich, Nieder-Beerbach in Hessen (Deutschland) und Anarak in der Provinz Esfahan (Iran).